# Mirco Maestri
Mirco Maestri, nascido a 26 de outubro de 1991 em Guastalla, é um ciclista profissional italiano que actualmente corre para a equipa Bardiani CSF.

## Palmarés
2018
- Volta a Rodas,[1] mais 1 etapa

## Resultados nas Grandes Voltas e Campeonatos do Mundo
| Carreira           | 2016 | 2017 | 2018 | 2019 |
| ------------------ | ---- | ---- | ---- | ---- |
| Giro d'Italia      | 119º | 143º | Ab.  |      |
| Tour de France     | -    | -    | -    | -    |
| Volta a Espanha    | -    | -    | -    | -    |
| Mundial em Estrada | -    | -    | -    | -    |

-: não participa
Ab.: abandono